# Стиббе, Эйтан
Эйта́н Ме́ир Сти́ббе (ивр. איתן מאיר סטיבֶּה‎; род. 12 января 1958, Хайфа, Израиль) — израильский бизнесмен, филантроп, общественный деятель, инвестор, военный лётчик. 8 апреля 2022 года Стиббе стал вторым израильским астронавтом и первым в истории космонавтики Израиля специалистом полёта, космическим туристом миссии на Международную космическую станцию, куда он отправился на многоразовом пилотируемом корабле Dragon 2.

## Биография
Эйтан Стиббе родился в Хайфе. Его родители познакомились в Амстердаме, в летнем лагере для еврейской молодёжи. По окончании обучения они поженились и в 1953 году репатриировались в Израиль. Мать, Альма, была социальным работником в психиатрической клинике в Хайфе. Отец, Эхуд, занимался исследовательской работой в сельскохозяйственном институте «Махон Вулкани» в Реховоте. В возрасте четырёх лет Эйтан вместе со своей семьёй отправился в Соединённые Штаты, где его отец должен был завершить обучение на степень магистра. Через три года семья вернулась в Израиль и переехала в Рамат-Ган. Эйтан Стиббе — выпускник средней школы Блиха, участвовал соревнованиях школьных команд по лёгкой атлетике и гандболу, тренировался с израильской командой по дзюдо и дважды выигрывал юношеский чемпионат Израиля. Активно участвовал в скаутском движении, выполняя обязанности инструктора в скаутских летних лагерях США.

### Образование
Эйтан Стиббе изучал математику и информатику в Университете Бар-Илан и получил степень магистра делового администрирования в Европейском университете в Бельгии.

### Военная служба
В июле 1976 года Эйтан записался на Курс для пилотов армии обороны Израиля, который завершил в период боевых действий. Служил в нескольких эскадрильях в качестве пилота; летал на штурмовиках и истребителях A-4, F-4 и F-16. В 1984 году был уволен со штатной службы и до 2012 года служил в 117-й эскадрилье в звании полковника запаса. С 2013 по 2019 год выполнял обязанности инструктора Академии Военно-воздушных сил Израиля в рамках курса «Боевая подготовка». В течение 43 лет налетал несколько тысяч часов. Удостоен наград ВВС Израиля: «Отличник резервистской службы» и «За образцовый полёт».

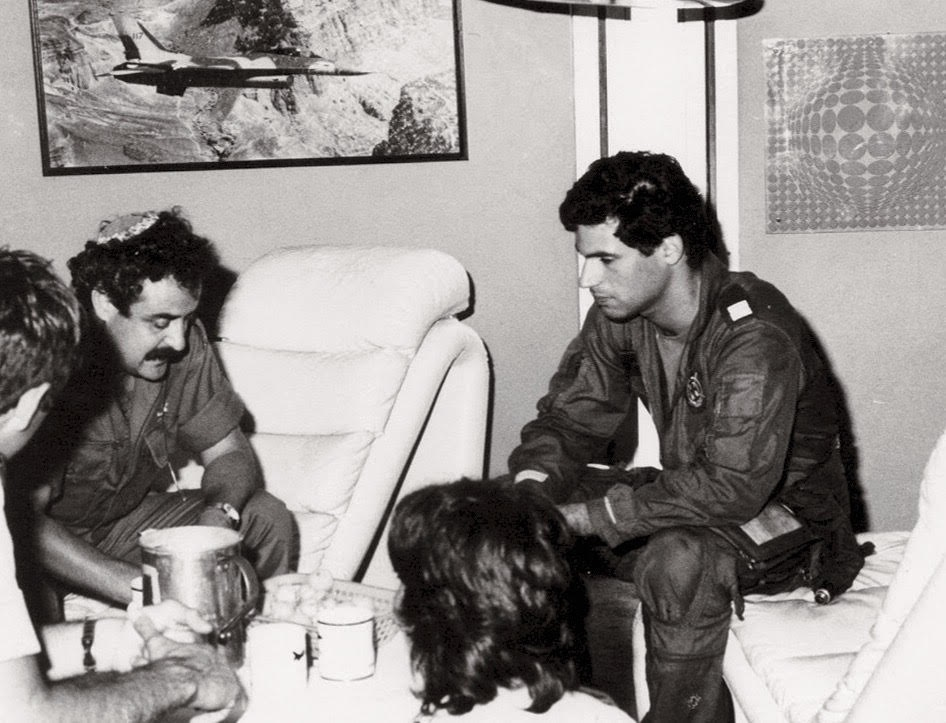
Эйтан Стиббе во время службы в 117-й эскадрилье ВВС Израиля.

В июне 1982 года во время Первой ливанской войны на счету Стиббе было зафиксировано 4,5 поражения самолётов сирийского противника. Поражение самолёта МиГ-23, зарегистрированное 9 июня, расценивается как полупоражение, так как эту победу он разделил с Элиэзером Шкеди. Два дня спустя, 11 июня, Эйтан участвовал в воздушном бою над Ливанской долиной, в котором четвёрка истребителей F-16 117-й эскадрильи сбила девять вражеских самолётов; четыре из них (два Су-22, МиГ-23 и вертолёт-истребитель типа «Газель») были на счету Стиббе, пилотировавшего F-16 сокол 107. Таким образом, он стал одним из четырёх израильских пилотов, сбивших четыре самолёта за один вылет (три других пилота отличились во время войны Судного дня), и единственным в мире пилотом F-16, сбившим четыре самолёта за один вылет.

### Предпринимательская деятельность

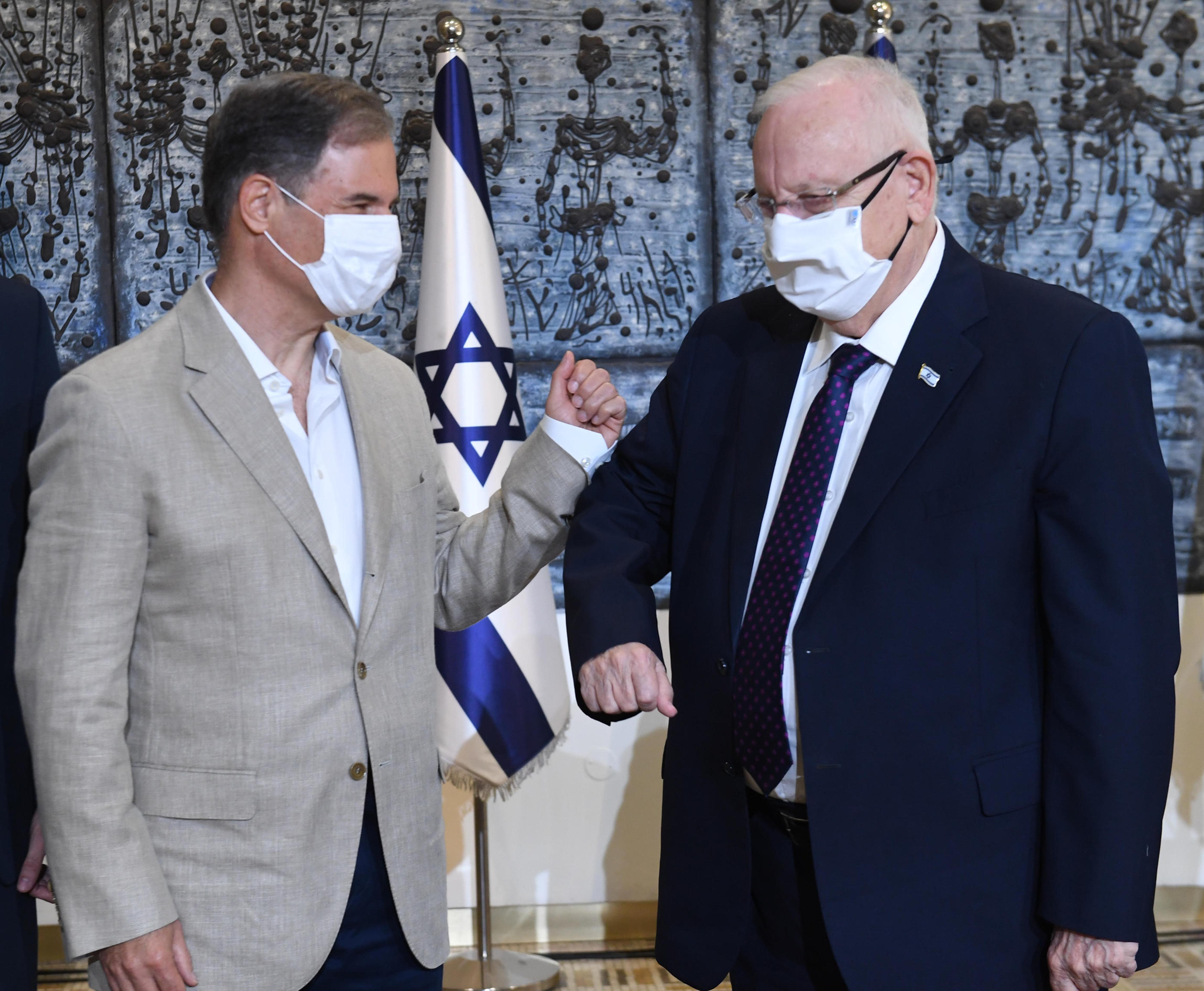
Эйтан Стиббе и Реувен Ривлин, 16 ноября 2020 г.

В 1984 году после демобилизации из Армии обороны Израиля Стиббе присоединился к группе консультантов из IAI, которые работали над разработкой опытного образца истребителя «Лави» (LR Group). В 1985 году он стал одним из основателей LR Group, занимавшейся продажей военной техники, в том числе для развёртывания систем ПВО и ВМФ (разработки Raphael и Elbit), созданием инфраструктуры в развивающихся странах, проектированием аэропортов, эксплуатацией сотовой и спутниковой связи, разработкой проектов для развития сельского хозяйства и для молодёжных поселений. Основная деятельность Стиббе в LR Group заключалась в разработке системы финансирования международных проектов при сотрудничестве банков и международных институтов. В 2011 году он завершил карьеру в компании и продал свою долю (33 %). В 2012 году он приобрёл 35 % акций компании Mitrali, которая специализировалась в аналогичных с LR Group областях, а в 2018 покинул компанию и продал свою долю в ней.
После нескольких десятков лет работы в области развития инфраструктуры во многих странах мира Стиббе решил сосредоточить свою деловую активность на областях, которые способствуют улучшению положения малообеспеченных слоёв населения, особенно в развивающихся странах. С этой целью в 2010 году он основал Vital Capital Fund, ориентированный на сотрудничество с международными организациями по развитию стран третьего мира, преимущественно на Африканском континенте. Инвестиции фонда предназначены для улучшения экономического, личного и социального благополучия малообеспеченных слоёв населения. Инвестиционная стратегия фонда — инвестиции с намерением и способностью измерять социальную отдачу наряду с экономической. Фонд инвестирует в промышленное сельское хозяйство и в производство продуктов питания, в доступное жильё и в городскую инфраструктуру, в больницы, в возобновляемые источники энергии, в системы для очистки воды и сточных вод. Благодаря фонду миллионы людей из неблагополучных общин Африки впервые получили основные услуги, такие как очищенная питьевая вода, электричество и медицинские услуги. Фонд создал тысячи новых постоянных рабочих мест, которые обеспечивают социальное лидерство и экономическое благополучие. С момента своего создания фонд получил международное признание как лидер общественного мнения и пионер в области импакт-инвестиций.
Эйтан Стиббе — член Всемирного экономического форума. Кроме того, он является членом консультативного комитета Израильского инвестиционного фонда воздействия «Bridges», партнёром в компании Hartek, проектирующей системы моделирования, в Онкологическом медицинском центре, в компании здравоохранения Panga, которая разрабатывает индивидуальные методы лечения рака на основе молекулярной патологии, и «Proprep», чьи решения в области e-lerning позволяют студентам реализовать свой потенциал в научных исследованиях с помощью адаптированных обучающих видео и упражнений.
В решении проблемы климатического кризиса Стиббе придаёт большое значение зелёным инвестициям и необходимости отказаться от загрязняющих видов топлива в пользу возобновляемых источников энергии. Он утверждает, что коронавирусный кризис стал поворотным моментом в мировой экономике, предоставив возможность отвлечь инвестиции от ископаемого топлива и перенаправить ресурсы в сферу решений, ориентированных на искоренение климатического кризиса.

### Благотворительная деятельность
В период регулярных резервистских сборов Эйтан Стиббе служил лётчиком в эскадрилье под командованием своего друга Илана Рамона.
В 2010 году он стал одним из основателей Фонда имени Рамона, созданного вдовой космонавта Роной Рамон, членами её семьи и ведущими деятелями израильского общества. С момента основания Стиббе сопровождал образовательную деятельность Фонда и стал членом совета директоров; партнёром программы создания социальных предприятий, таких как «Кирьят Адам» в Лоде (учебный, исследовательский и лечебный центр, оказывающий психологическую помощь жителям города), проект «Память в гостиной» в память о Холокосте, Центр африканских исследований при Университете Бен-Гуриона и многих других.
Стиббе и его семья основали компанию «Anata», которая оказывает финансовую и правовую поддержку социальным и образовательным проектам, таким как UNITEF (клубы для детей-беженцев), подготовительные школы, больницы, академические программы, программы грантов, стипендий, исследований и многое другое.
Эйтан Стиббе — член руководящего комитета попечительского совета Хайфского университета, а в 2016 году был удостоен звания почётного члена Еврейского университета.
В своём офисе в Тель-Авиве он основал Галерею африканских исследований, в которой представлены экспозиции, посвящённые популяризации и изучению африканского искусства, истории континента и его жителей. Галерея участвует в совместных с Академией «Бецалель» и Шенкарским колледжем проектах.

### Космический полёт

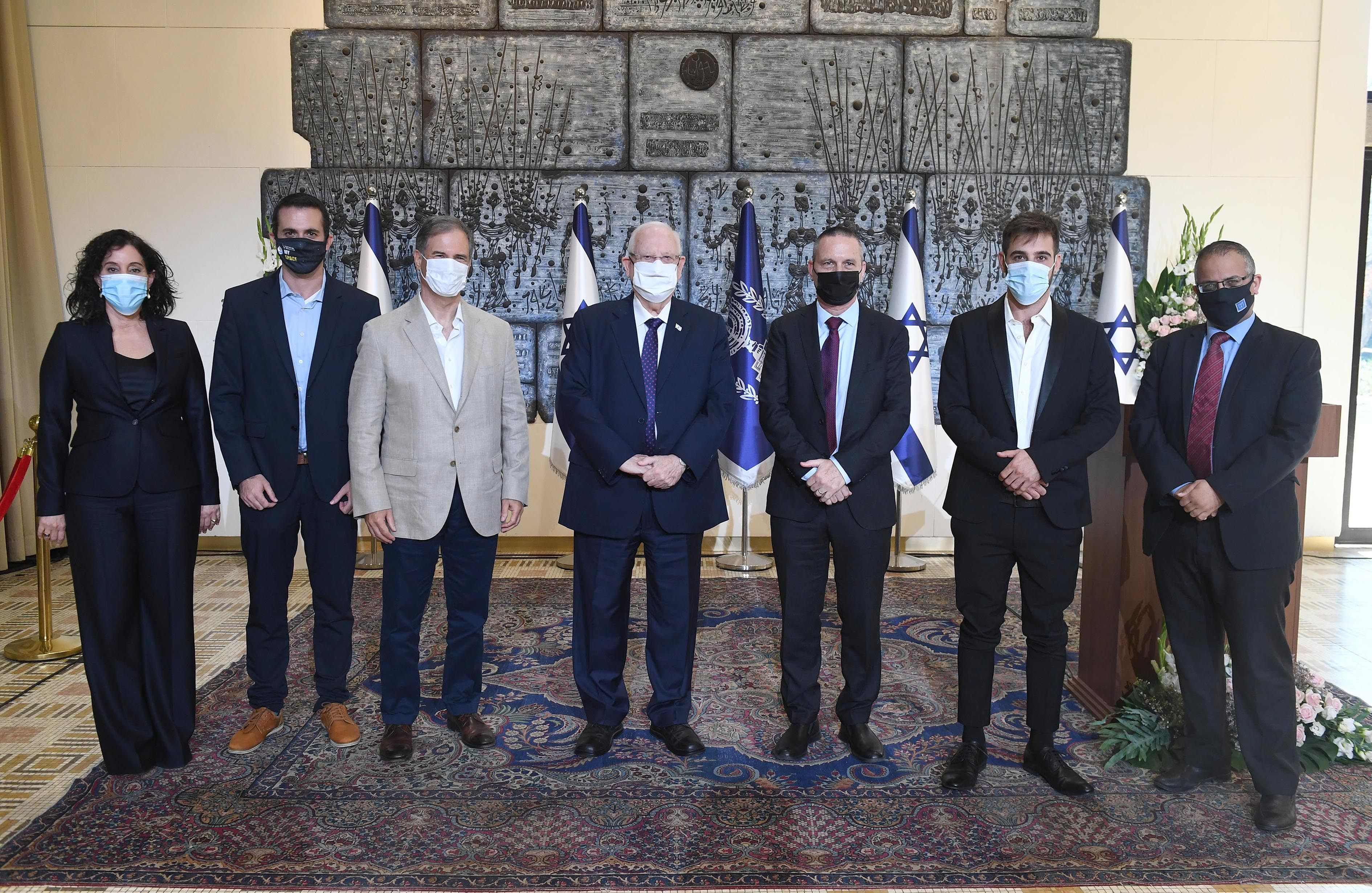
Церемония, в ходе которой было объявлено о том, что Эйтан Стиббе станет «вторым израильтянином, которому предстоит отправиться в космос», 16 ноября 2020 г.

16 ноября 2020 года во время специальной церемонии в доме президента Израиля Реувена Ривлина генеральный директор Фонда Рамона объявил, что Эйтан Стиббе станет вторым израильтянином, которому предстоит совершить полёт в космос. Предполагалось, что Стиббе отправится в путешествие в статусе космического туриста и оплатит полёт за свой счёт, однако, он дал согласие превратить миссию в национальный проект и провести ряд научных экспериментов при сотрудничестве с Израильским космическим агентством и Министерством науки и технологий. Спонсором миссии Стиббе является Фонд имени Рамона, который направит результаты исследований в космосе в русло своих образовательных и научных проектов. 8 апреля 2022 года Эйтан Стиббе отправился на Международную космическую станцию в составе экипажа космического корабля Dragon 2 компании SpaceX в качестве специалиста миссии AX-1 вместе с тремя другими астронавтами (командир корабля, пилот и ещё один специалист миссии).

### Личная жизнь
В 1985 году Эйтан Стиббе женился на Оре. Ора Стиббе по специальности психолог. Дочь Шир работает детским врачом в Медицинском центре им. Хаима Шибы; сыновья, старший и младший, лётчики. Стиббе живёт попеременно в Израиле и Великобритании. В Израиле он и его семья являются жителями Савьона.

## Комментарии
1. ↑  Первый израильский космонавт Илан Рамон стартовал в космос в составе миссии STS-107 16 января 2003 года. Трагически погиб 1 февраля 2003 года.
2. ↑  NASA to Host Axiom Mission 1 Flight Readiness Media Teleconference (Press release) (англ.). NASA. 23 марта 2022. Архивировано 23 марта 2022. Дата обращения: 24 марта 2022.
3. ↑  הניסויים והאימונים: האסטרונאוט הישראלי השני נערך לשיגור. כלכליסט (16 ноября 2020). Дата обращения: 19 марта 2022. Архивировано 19 марта 2022 года.
4. ↑  טייס הקרב לשעבר איתן סטיבה יהיה הישראלי השני שיטוס לחל. וואלה (24 января 2022). Дата обращения: 19 марта 2022. Архивировано 11 февраля 2022 года.
5. ↑  Kathy Lueders[англ.] [KathyLueders]. Great news! We are targeting Feb. 21 for the launch of the Axiom 1 mission to the @Space_Station – the first private astronaut mission to the microgravity laboratory with @Axiom_Space. [твит] (англ.). Твиттер (24 сентября 2021). Дата обращения: 28 сентября 2021.
6. ↑  אלוף ההפלות שהפך למיליונר: הטייס שיהיה הישראלי השני בחלל. וואלה! NEWS (16 ноября 2020). Дата обращения: 19 марта 2022. Архивировано 3 января 2022 года.
7. ↑  Eytan M. Stibbe. Дата обращения: 21 марта 2022. Архивировано 23 июня 2021 года.
8. ↑  224 שנות טיסה: לוחמי צוות-אוויר קיבלו אות מופת. חיל האוויר (30 июля 2020).
9. ↑  "שי לו': "הישראלי השני שיגיע לחלל pzm-magazine, 16 ноября 2020
10. ↑  אלוף הפלות: הרקורד בחיל האוויר של הישראלי השני שיגיע לחלל. mako (20 ноября 2020). Дата обращения: 20 марта 2022. Архивировано 20 октября 2021 года.
11. ↑  משבר האקלים צובע בירוק את שוק ההון :איתן סטיבה. mako (24 мая 2020). Дата обращения: 20 марта 2022. Архивировано 20 марта 2022 года.
12. ↑  הקורונה מאיצה את הכלכלה הירוקה:איתן סטיבה. globes (5 ноября 2020). Дата обращения: 20 марта 2022. Архивировано 20 марта 2022 года.
13. ↑  Илан Рамон Архивная копия от 14 марта 2022 на Wayback Machine // astronaut.ru
14. ↑  Anata. guidestar. Дата обращения: 20 марта 2022. Архивировано 20 марта 2022 года.
15. ↑  איתן סטיבה יהיה הישראלי השני שייצא לחלל - במימון עצמי,אסף רונאל. Haaretz (5 ноября 2020). Дата обращения: 20 марта 2022. Архивировано 20 марта 2022 года.
16. ↑  סטיבה ישלם 50 מיליון דולר כדי להיות האסטרונאוט הישראלי השני. Calcalist (17 ноября 2020). Дата обращения: 20 марта 2022. Архивировано 8 декабря 2021 года.